# Kustgrimmia
Kustgrimmia (Grimmia decipiens) är en bladmossart som beskrevs av Lindberg in C. J. Hartman 1861. Kustgrimmia ingår i släktet grimmior, och familjen Grimmiaceae. Enligt den svenska rödlistan är arten nära hotad i Sverige. Arten förekommer i Götaland, Gotland, Öland och Svealand. Artens livsmiljö är sjöar och vattendrag, jordbrukslandskap. Inga underarter finns listade i Catalogue of Life.